# Boum Kebbir
 Boum Kebbir è un comune del Ciad situato nel dipartimento di Lac Iro, provincia di Moyen-Chari.